# Katapulta

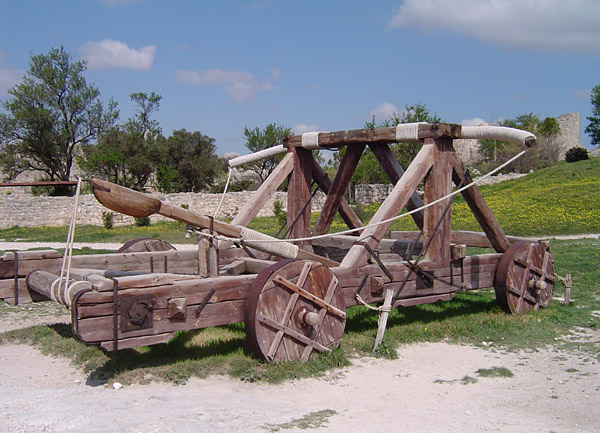
Replika średniowiecznej katapulty z muzeum wojskowego w Château des Baux (Francja)

Katapulta (łac. cătăpultă, lm catapultae) – machina miotająca pociski, wykorzystywana głównie w starożytności i średniowieczu. Nazwa łacińska jest pochodną greckiego καταπέλτης (katapeltēs), od κατα (kata) „w dół, przeciw” i πάλλω (pallō) „ciskać”.

## Charakterystyka
Zasada jej działania opiera się na wykorzystaniu energii sprężystej, wykorzystywanej do miotania kamiennych pocisków. Powstanie katapult łączy się z szerokim programem udoskonalania uzbrojenia, jaki w 399 p.n.e. podjął Dionizjos Starszy, władca sycylijskich Syrakuz, przy udziale specjalistów z różnych państw greckich. Użył jej podczas oblegania Motii oraz przeciw Kartagińczykom. Pierwsze katapulty wyrzucały wielkie strzały. Zasadniczym jej elementem konstrukcyjnym był potężny łuk, który w późniejszych czasach sporządzany był ze stali. Pod koniec IV wieku pojawiły się katapulty wyrzucające wielkie pociski kamienne lub ceglane o ciężarze 30-80 kg i donośności do 200 metrów, przeznaczone do zwalczania dużych obiektów, jak okręty i wieże oblężnicze.

## Historia

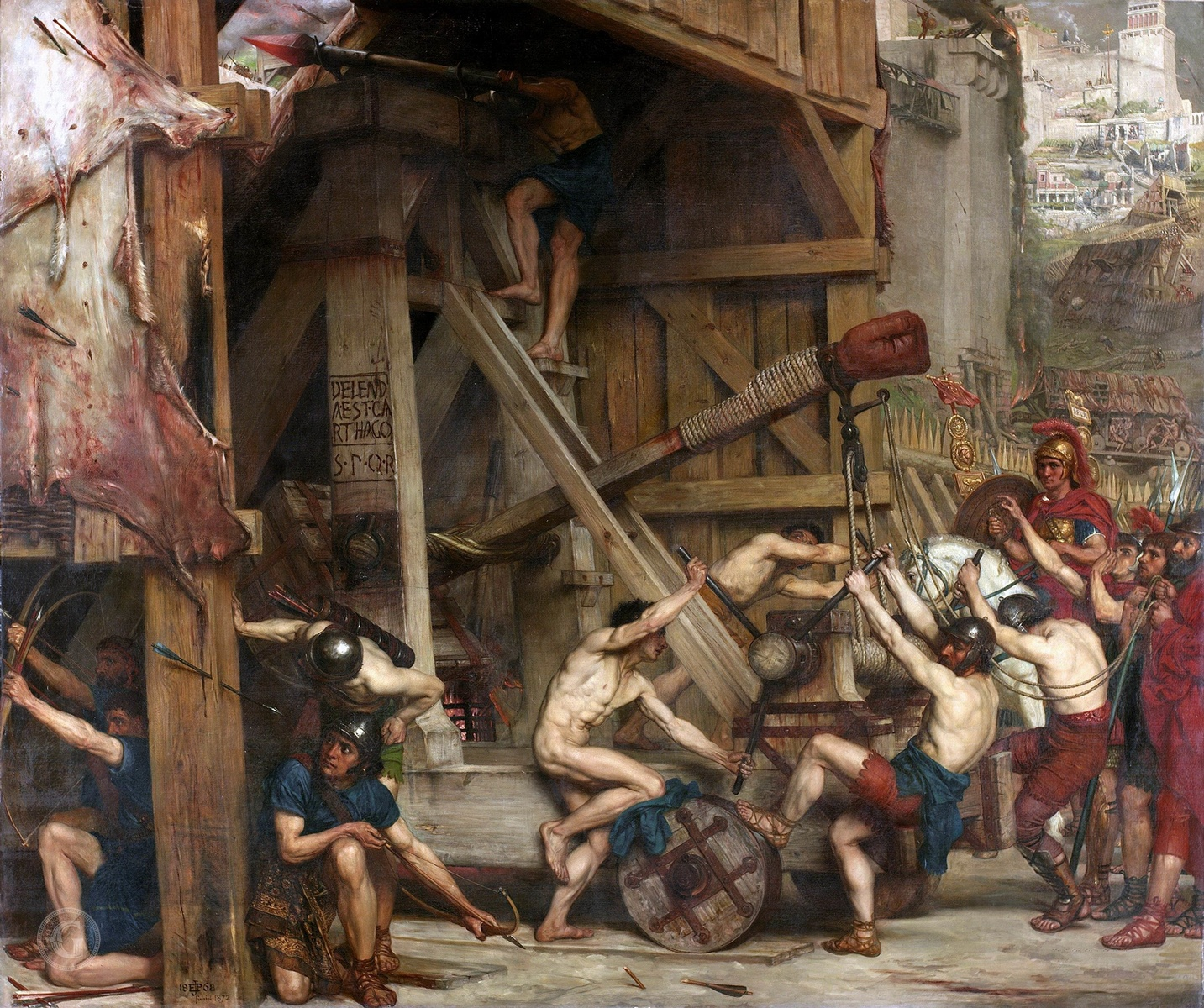
Obsługa rzymskiej katapulty (mal. Edward Poynter, 1868)

Pierwsza wiadomość o podobnych katapultach dotyczy oblężenia Tyru przez Aleksandra Macedońskiego w 332 p.n.e. W III wieku p.n.e. pojawiły się nowe typy katapult, w których łuk zastąpiono parą sztywnych ramion miotających, a energii dostarczały motki skręconych strun (elastycznych lin lub ścięgien, a niekiedy nawet włosów ludzkich). Ten typ rozpowszechniony był w czasach rzymskich, chociaż Rzymianie najczęściej stosowali tzw. onager, wyposażony w „łyżkę” na sztywnym ramieniu, która wyrzucała umieszczony w niej kamienny pocisk.
Największe katapulty miał skonstruować Archimedes podczas obrony Syrakuz, obleganych przez Rzymian w 212 p.n.e. Podobno wyrzucały one pociski o ciężarze 250 kg na odległość kilkuset metrów. Aleksandryjski mechanik-wynalazca Ktesibios (III w. p.n.e.) projektował katapulty oparte na działaniu strun metalowych lub sprężonego powietrza, ale jego pomysły nie doczekały się realizacji. W średniowieczu najczęściej stosowano machiny miotające będące naśladownictwem katapult rzymskich.
W Europie po raz pierwszy pojawiły się w Hiszpanii w XII wieku (trebusz). W Polsce machin miotających używano od początku XI stulecia, np. podczas obrony Niemczy w 1017.
Z uzbrojenia armii europejskich katapulty zostały wyparte przez działa prochowe, choć sporadycznie jeszcze konstruowano je w okresie odrodzenia.